# 柏の葉公園
柏の葉公園（かしわのはこうえん）は、千葉県柏市柏の葉にある県立の都市公園（広域公園）である。指定管理者制度に基づき、柏の葉公園管理グループが管理・運営を行っている。

## 概要

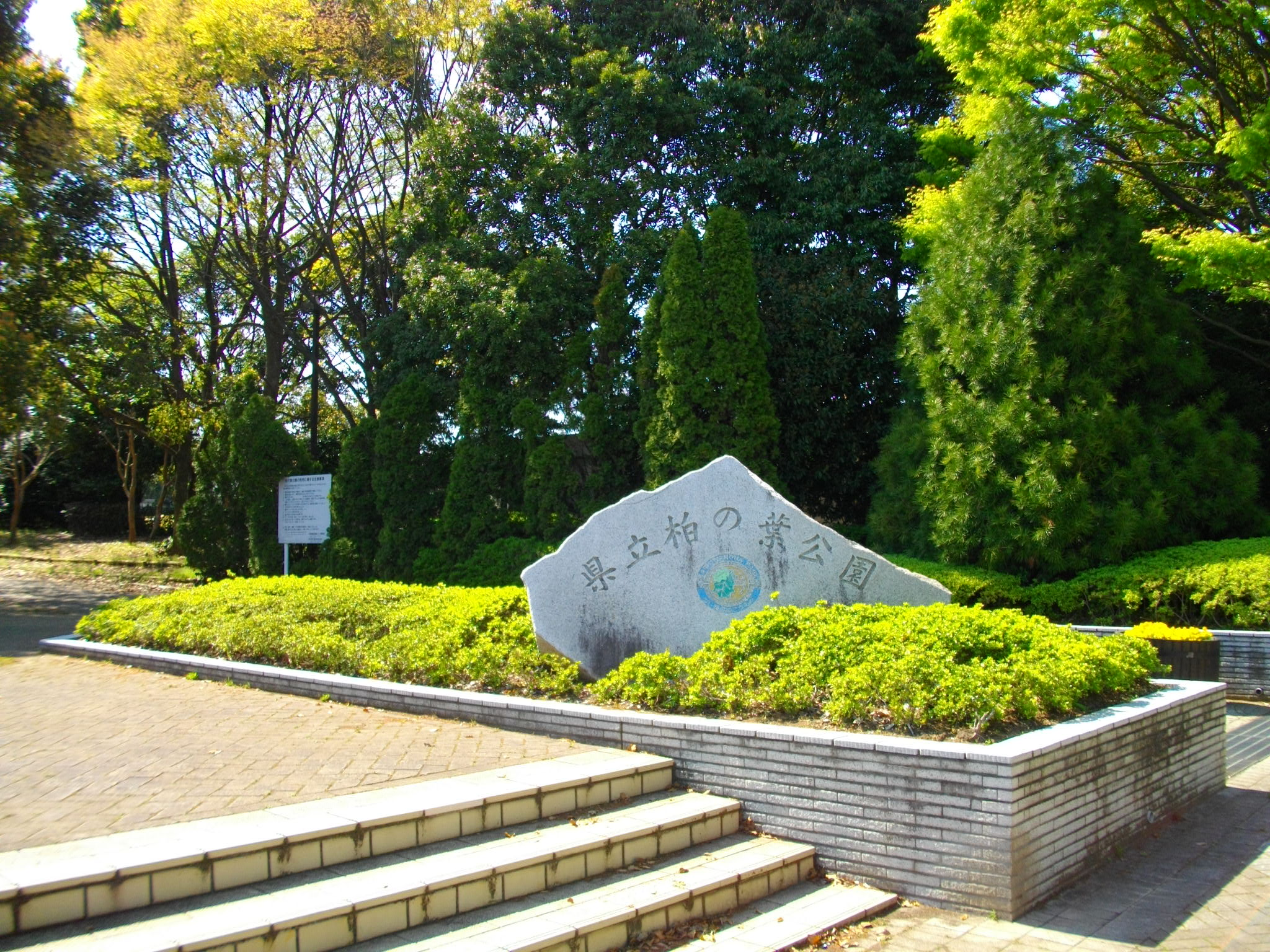
公園入口

地域の「緑・スポーツ・文化」の拠点として、広大な敷地に芝生広場、多種類の樹木林、花壇など豊かな自然が楽しめるほか、総合競技場やコミュニティ体育館、野球場、テニスコートなどのスポーツ施設、日本庭園をはじめとする文化施設などが整備されている。日本庭園は茶室（松柏亭）を備えた本格的なものである。
公園センター、コミュニティ体育館、茶室を中心に年間数十回の講習会が開催され、春には「スプリングフェスタ・子供まつり」、秋には「花と緑のフェスティバル」などの数万人規模のイベントが開催され、街のにぎわいに一役かっている。またドッグラン（登録制）も開設され、ウィークデーの人気スポットとなっている。
2022年（令和4年）12月16日、千葉県は「千葉県立柏の葉公園整備・管理運営事業者募集事業」の公募型プロポーザル において、大和リース株式会社を代表とする企業グループを事業予定者に選定したことを発表した。今後、飲食施設（カフェ・バーベキュー施設）や休憩施設、芝生広場等が整備される予定である。

## 歴史
元々同地は旧帝国陸軍東部第105部隊が使用していた軍用地であり、日本初のロケット戦闘機秋水も駐留していた柏飛行場の跡地である。戦後、アメリカ軍・柏通信所に接収され、1981年（昭和56年）に政府と千葉県、柏市との間によって締結された跡地利用に関する覚書に沿って、日本国が所有する分を東京大学の柏キャンパス、千葉大学園芸学部附属柏農場（現・環境健康フィールド科学センター）として、千葉県と柏市の所有分を広域公園として整備することを計画したものである。
公園の中心施設である柏の葉公園総合競技場は、当初は市民規模の大会に利用できる程度の小規模の陸上競技場を予定していたが、Jリーグ入りを目指していた柏レイソルのホームスタジアムとして利用できることを前提として、収容人員を20,000人収容（当初は15,000人）に拡大することを念頭に設計を変更し1996年（平成8年）に着工、1999年（平成11年）4月に完成した。
総合競技場以外の施設も順次整備されていき、桜の広場、西洋庭園（バラ園）、日本庭園（『牧ノ原園』）公園センター（緑化関連の施設）、コミュニティー体育館、ボート池（レストハウス併設）、野外イベントステージなども開設されている。
野球場が総合競技場バックスタンドの裏手、第1駐車場に隣接する位置に建設中であったが、2010年（平成22年）4月26日に正式開場され、同年7月19日には柏市では初のプロ野球開催となるイースタン・リーグ公式戦・千葉ロッテマリーンズ対読売ジャイアンツの試合が行われた。なお、同年中には国体会場（テニス）として利用されることが決まっている。
なお、近隣には約40年経った今でも、かつてのなごりとして旧帝国陸軍東部第105部隊の営門、秋水の燃料施設等が残されている。

### 名称の由来
柏の木が厳しい冬を越えて新芽が出るまでの間、前の葉が落ちずにい続けることにちなみ、1985年（昭和60年）に柏市立田中北小学校の教頭であった齋藤博孝によって命名された。

## 施設

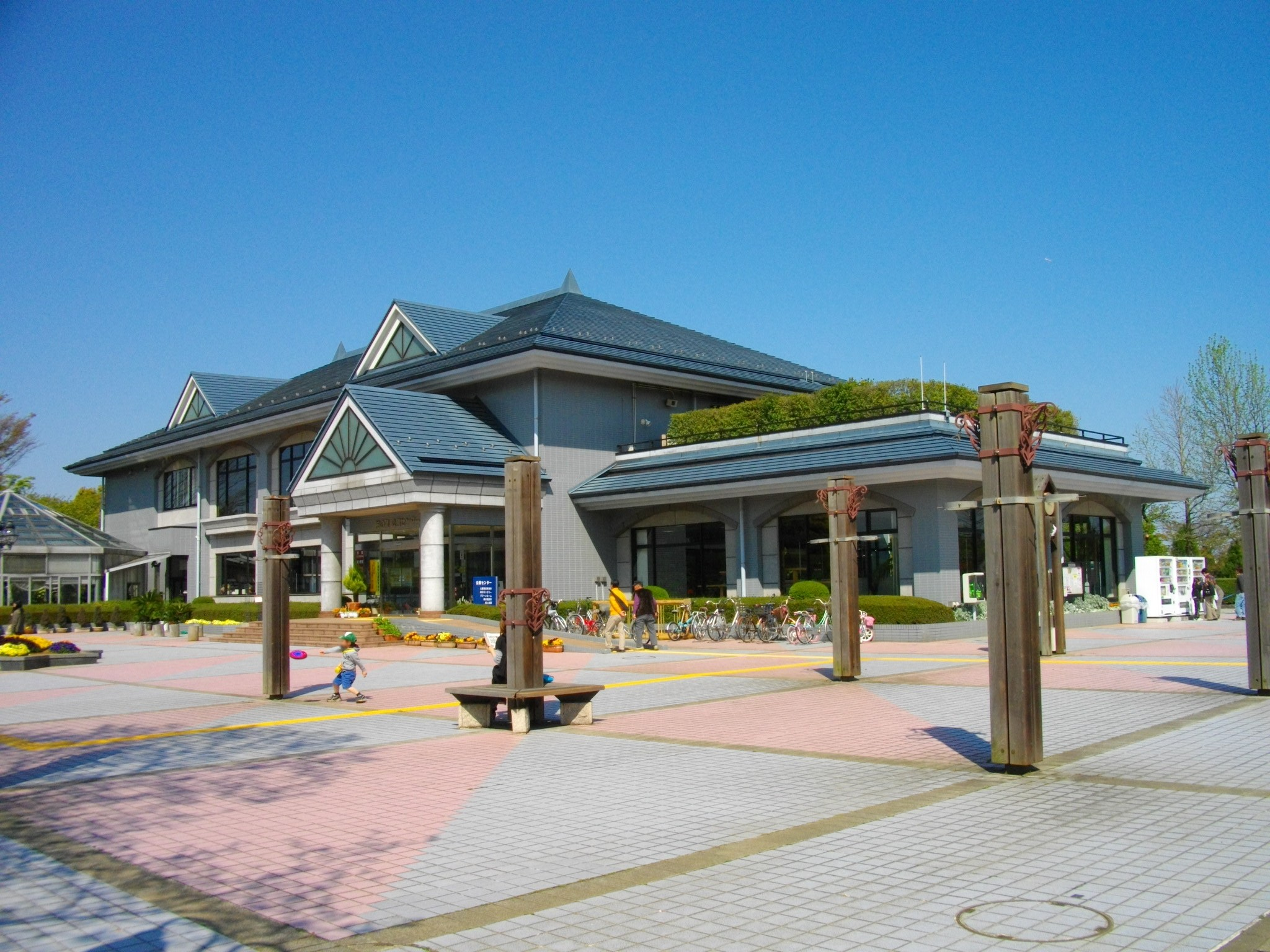
公園センター

主な公園内の施設一覧。
- 四季の広場
- 桜の広場
- 郷土の森
- 野鳥観察所
- 冒険のトリデ（遊具・アスレチック）

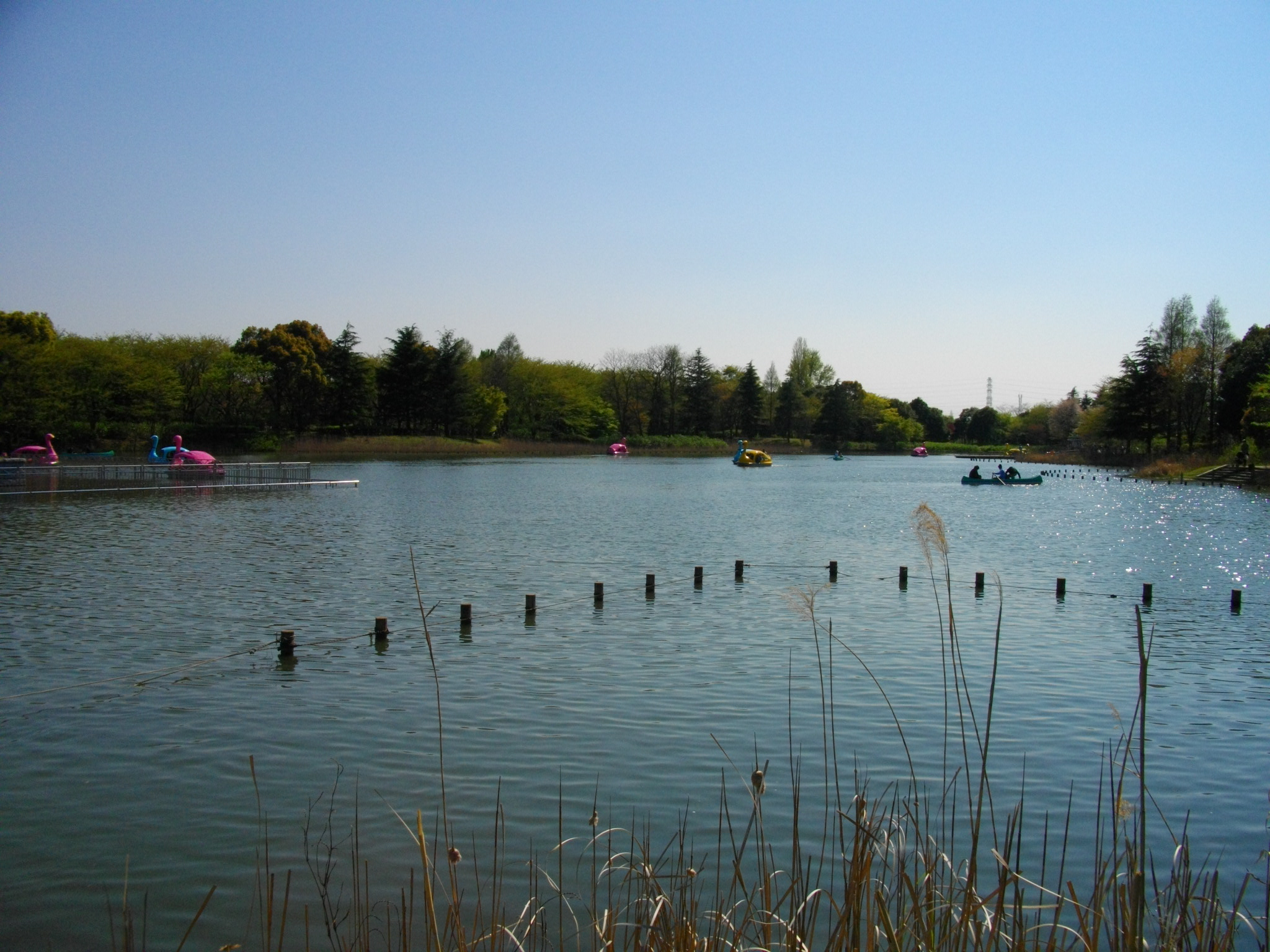
ボート池
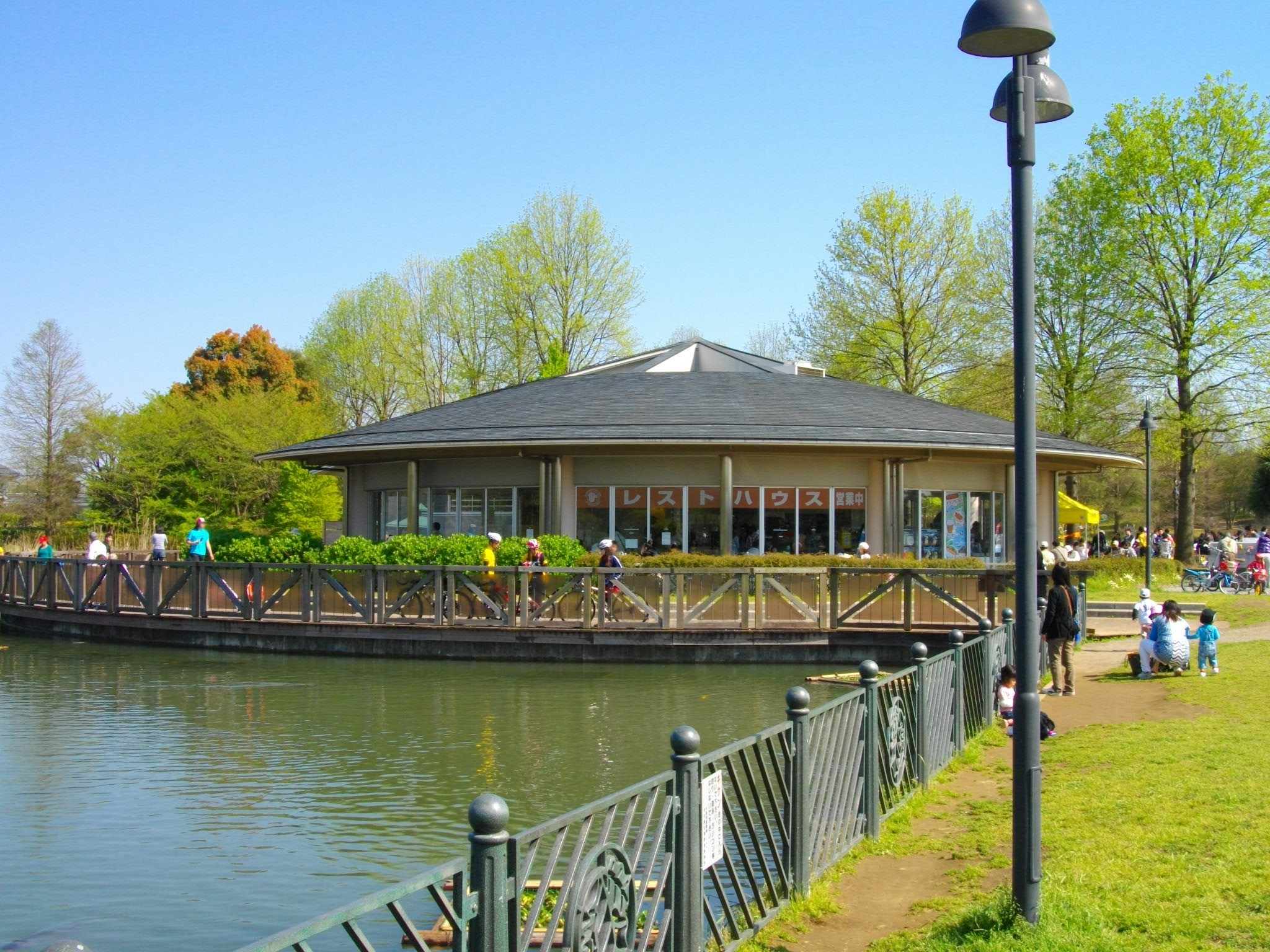
レストハウス
  - ボートハウス
  - レストハウス
- バーベキュー場
- 野外ステージ

- ボート池
- レストハウス

### 庭園
- 牧ノ原園（日本庭園）
  - 松柏亭（茶室）
- バラ園（西洋庭園）

### スポーツ施設
- 柏の葉公園総合競技場
- 柏の葉公園野球場
- テニスコート
- コミュニティ体育館

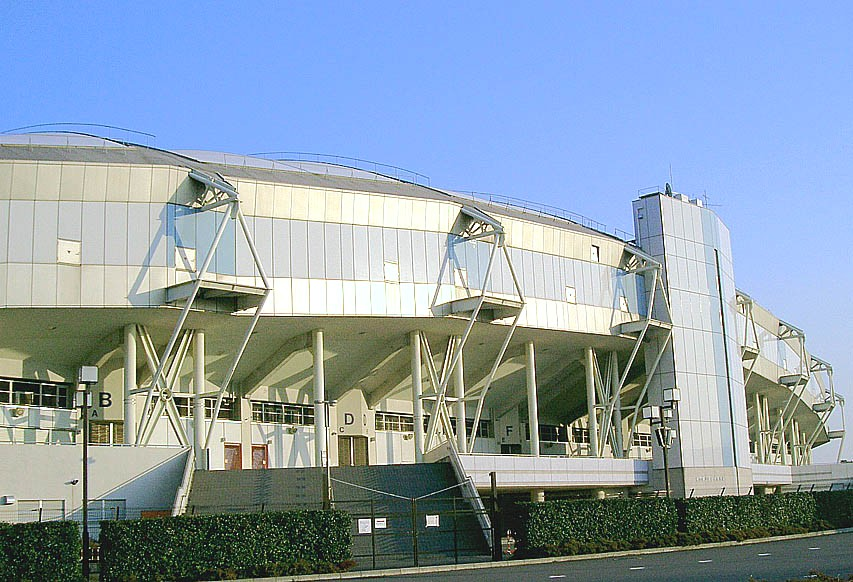
総合競技場
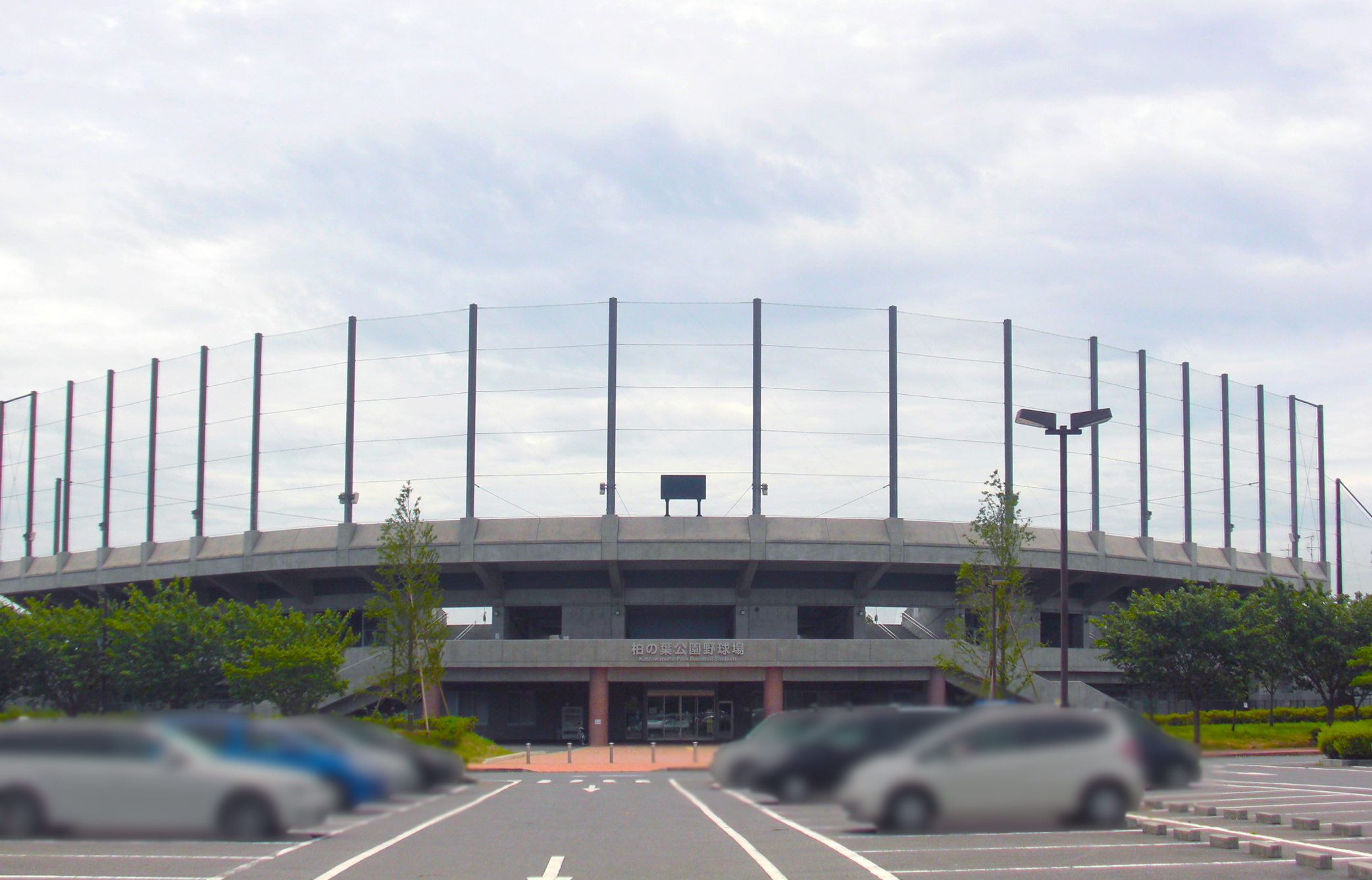
野球場
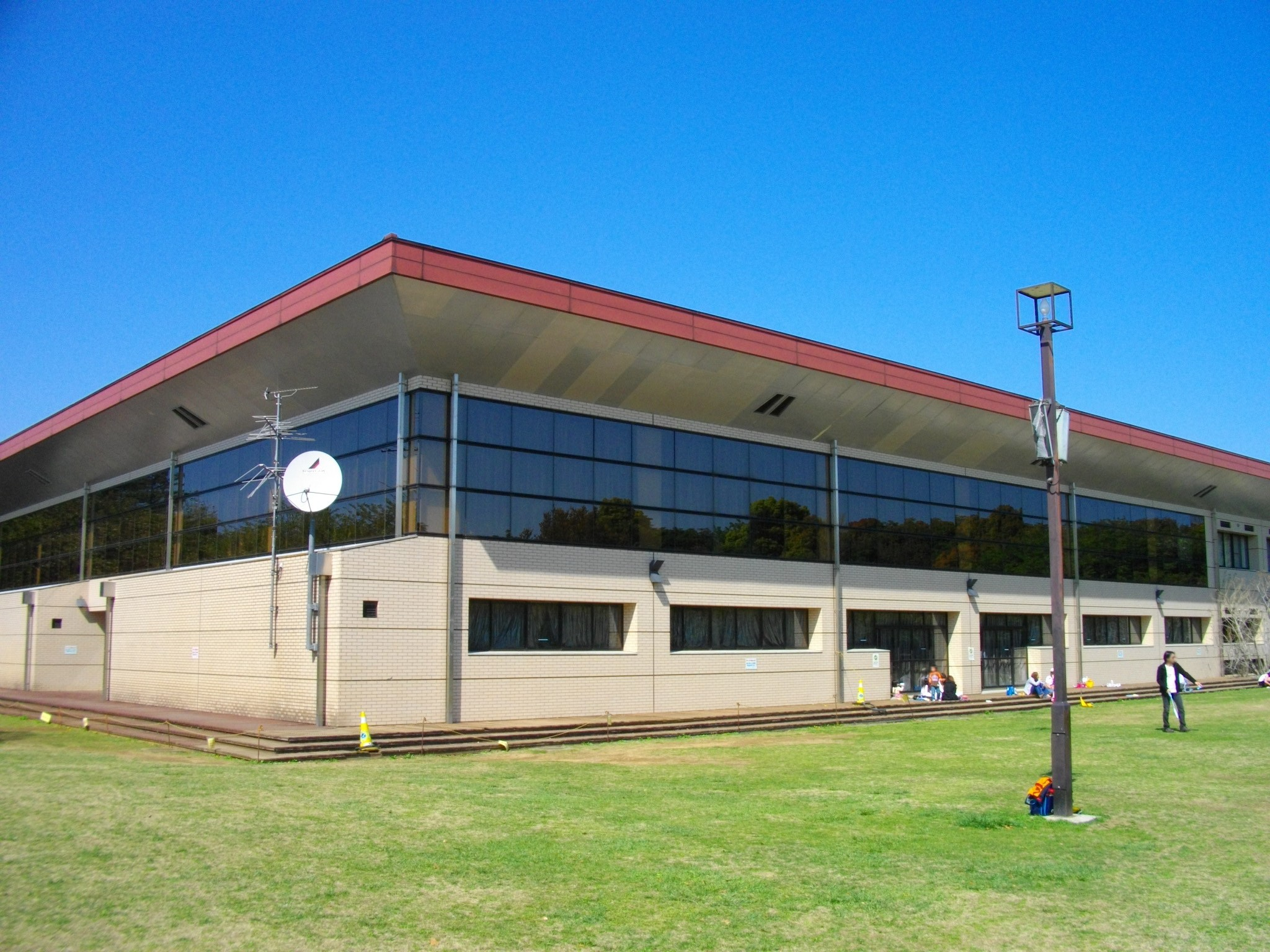
コミュニティ体育館

## アクセス
- 鉄道
  - 柏の葉キャンパス駅（首都圏新都市鉄道つくばエクスプレス）より徒歩約20分
- バス
  - 柏駅（JR東日本・東武鉄道）西口
    - 東武バス「国立がん研究センター」「柏の葉キャンパス駅西口」行、「柏の葉公園中央」下車

  - 柏の葉キャンパス駅 西口
    - 東武バス「柏駅西口」「高田車庫」行、「柏の葉公園中央」下車
- 自動車
  - 常磐自動車道 柏インターチェンジ
  - 国道16号
  - 有料駐車場
    - 第一駐車場・第二駐車場　合計1100台収容[5]（大型、身障者用有）